# ميخائيل نوفيتسكي
ميخائيل في نوفيتسكي (بالروسية: Михаил Валентинович Новицкий)‏ هو ممثل ومغني وكاتب أغاني وعازف غيتار روسي وُلد في 17 ديسمبر 1963. وهو منظم مهرجان فلاديمير فيسوتسكي للمغني وكاتب الأغاني «لامبوشكا» منذ عام 2001. بغِض النظر عن الموسيقى فهو عضو نشط في مجموعته المحافظة على البيئة «الموجة الخضراء» والتي أنشأها لحماية متنزهات وبحيرات سانت بطرسبرغ.   